# キリン堂薬局
株式会社キリン堂薬局（キリンどうやっきょく）は、かつて存在したドラッグストアチェーンを展開する企業。広島県広島市安佐北区に本社を置いていた。コンビニエンスストアを展開するポプラの完全子会社であった。

## 概要
広島県に14店舗、島根県に1店舗の計15店舗を展開し、店舗により屋号は「キリン堂薬局」「キリン堂薬品」「キリン堂」と異なっていた。
後述の通り、2013年から翌2014年にかけて「ザグザグ」のフランチャイズ店舗へ移行した。

## 沿革
- 1972年（昭和47年）7月1日 - 株式会社キリン堂薬局を設立。
- 1994年（平成6年）4月 - 株式会社ポプラの連結子会社として株式会社ファーストを設立。
- 2005年（平成17年）10月1日 - 株式会社ファーストを吸収合併し、株式会社ポプラの持分法適用関連会社となる。
- 2007年（平成19年） - 株式会社ポプラが全株式を取得、同社の完全子会社となる。
- 2010年（平成22年）- キリン堂薬局の粉飾決算が発覚（#不祥事を参照）。
- 2013年（平成25年） - 親会社のポプラがザグザグと業務提携。キリン堂薬局の事業をポプラに移管した上で、ザグザグのフランチャイズ店舗へ移行。
- 2014年（平成26年）7月4日 - 株式会社キリン堂薬局は解散し、ポプラは同社への債権を放棄した[1]。

## 不祥事
キリン堂薬局は、2006年1月に株式会社ファーストを吸収合併した後に行った棚卸で在庫高に異常が発見されたが親会社のポプラに報告せず、その後も2010年まで在庫高を改竄して計上していたことが、同年11月に行われたポプラの内部調査で発覚した。調査の結果、過去5期で計1億2900万円の利益を水増ししていたことが判明。これにより当時の代表取締役及び取締役は翌2011年2月1日付で解任された。
またこれに関連して、親会社のポプラは内部調査に関する四半期報告書を金融商品取引法に基づく提出期限までに東京証券取引所に提出できなかったため、同2011年1月14日付で監理銘柄に指定され、同年2月2日付で解除された。ポプラの目黒俊治会長、目黒真司社長も3か月の減俸となった。